# Spinderella
Spinderella ist ein Kinderspiel des Spieleautors Roberto Fraga. Das Spiel für zwei bis vier Spieler ab fünf Jahren dauert etwa 30 Minuten pro Runde. Es ist im Jahr 2015 beim Zoch Verlag erschienen und gewann im selben Jahr den Kritikerpreis Kinderspiel des Jahres sowie den Deutschen Kinderspielepreis.

## Thema und Ausstattung
Bei dem Spiel geht es darum, Ameisen auf einer Ameisenstraße ins Ziel zu bringen, ohne von der Spinne „Spinderella“ gefangen zu werden, die sich von oben auf das Spielfeld abseilt und dabei von ihren Brüdern „Roberto“ und „Klaus“ gesteuert wird.
Der Inhalt der Spieleschachtel besteht neben der Spielanleitung aus:
- einem dreidimensionalen Spielplan, bei dem sich auf der unteren Ebene das Ameisenlauffeld und auf der oberen Ebene das Spinnennetz befindet. Als Säulen befinden sich an den vier Ecken jeweils Baumstämme aus Kunststoff.
- 12 Ameisenspielsteine in vier Farben (je drei pro Farbe)
- 1 Spielstein „Borke“
- 1 grüner Bilderwürfel
- 1 Ameisenwürfel
- 1 Spinnenwürfel
- 2 Spinnen ohne Faden („Roberto“ und „Klaus“)
- 1 Fadenspinne „Spinderella“ mit Magnetaufhängungen
- 6 Expeditionsaufrufe
- 4 Steuererhöhungskarten

## Spielweise
Nachdem das dreidimensionale Spielfeld in der Spielschachtel aufgebaut wurde, wählt jeder Spieler eine Farbe und bekommt die entsprechenden Ameisenspielsteine. Die Ameisen werden auf das Startfeld gestellt, die drei Würfel kommen neben das Spielfeld und die Spinnenbrüder „Roberto“ und „Klaus“ werden auf das obere Spielfeld platziert. Unterhalb des Spinnennetzes wird die „Spinderella“ mit dem Magneten aufgehängt.
Gespielt wird reihum, wobei die Mitspieler immer alle drei Würfel werfen und anhand der Ergebnisse ihre Züge durchführen. Mit dem Bilderwürfel wird entschieden, ob der Spieler die Spinnen, seine Ameisen oder die Borke versetzen darf. Der weiße Spinnenwürfel bestimmt die Zugweite der Spinnen und der braune Ameisenwürfel die Zugweite der Ameisen.
Zeigt der Bilderwürfel eine Ameise, darf der Spieler eine seiner Ameisenfiguren um die Anzahl der Augen auf dem Ameisenwürfel ziehen. Endet der Zug auf einer Ameise oder auf der Borke (unter der sich eine Ameise befindet), setzt er seine eigene Ameise auf diese. Soll eine Ameise bewegt werden, auf der sich weitere Ameisen befinden, müssen diese mittransportiert werden.
Zeigt der Bilderwürfel eine Spinne, bewegt der Spieler die Spinnenbrüder „Roberto“ und „Klaus“ auf dem oberen Spielplan und damit auch die „Spinderella“ mit dem Magneten. Der weiße Spinnenwürfel zeigt an, um wie viele Felder die Spinnen bewegt werden dürfen, diese Anzahl darf beliebig auf die beiden Spinnen verteilt werden. Verboten ist es, die beiden Spinnen einfach hin und her zu ziehen oder einen Abstand zwischen beiden von mehr als zwei roten Punkten zu bekommen. Wird die „Spinderella“ auf eine Ameise herabgelassen oder endet ein Zug unterhalb der Spinne, wird die Ameisenfigur magnetisch angezogen und gefangen. Fängt ein Spieler eine Ameise, wird diese auf das Startfeld zurückgestellt. Ist die gefangene Ameise eine gegnerische Figur, darf der Spieler zusätzlich eine seiner Ameisen um die Anzahl der Augen des Ameisenwürfels ziehen. Danach werden die beiden Spinnenbrüder „Roberto“ und „Klaus“ wieder auf die Ausgangspositionen gebracht.
Zeigt der Bilderwürfel ein Blatt, muss der Spieler die Borke sowie zusätzlich eine Ameise oder die Spinnen entsprechend dem jeweiligen Würfelwurf bewegen, wobei er die Reihenfolge selbst festlegt. Die Borke wird dabei aufgenommen und auf ein beliebiges Ameisenfeld gestellt, auf dem sich eine oder zwei Ameisen befinden. Diese sind dort sicher vor der Spinne, können sich jedoch nicht mehr bewegen und wandern in weiteren Zügen mit der Borke mit.
Gewinner des Spiels ist derjenige Spieler, der zuerst die eigenen drei Ameisen unversehrt zum Zielfeld gebracht hat.

## Rezeption
Spinderella wurde als Kinderspiel von Roberto Fraga entwickelt. Es gewann 2015 den Kritikerpreis Kinderspiel des Jahres sowie im gleichen Jahr den Deutschen Kinderspielepreis. Die Jury zum Kinderspiel des Jahres beschreibt das Spiel als „ein außergewöhnliches dreidimensionales Spiel, das mit einer gelungenen Mischung aus Fortuna und Taktik auch bei älteren Mitspielern für viel Spannung sorgt.“ Das brettspiele-magazin.de benennt es als „würdigen Preisträger und Nachfolger des Vorjahresgewinners Geister, Geister, Schatzsuchmeister“ und stellt vor allem den zweistöckigen Spielplan als neue Idee heraus, die mit bekannten Elementen verschiedener bekannter Kinderspiele verbunden wurde.

## Belege
1. 1 2 3 4 5 6  Spieleanleitung beim brettspiel-magazin.de;  abgerufen am 12. Dezember 2016.
2. 1 2  Spinderella auf der Website des Spiel des Jahres e.V.; abgerufen am 12. Dezember 2016.
3. ↑  Gewinnerliste des Deutschen Spiele Preises (Memento vom 5. August 2017 im Internet Archive); abgerufen am 12. Dezember 2016.